# Edgar Villegas Arce
Edgar Villegas Arce (24 de noviembre de 1994, Tijuana, Baja California, México) es un futbolista mexicano, juega como mediocampista y actualmente se encuentra sin equipo.

## Estadísticas
Actualizado al último partido jugado el 20 de abril de 2019.
| C. Tijuana · México                                     |               |               |    |    |    |   |   |    |     |    |
| 1ª                                                      | 2012-13       | 0             | 0  | 4  | 0  | - | - | 4  | 0   |    |
| 1ª                                                      | 2013-14       | 2             | 0  | -  | -  | - | - | 2  | 0   |    |
| 1ª                                                      | 2014-15       | 4             | 0  | 11 | 1  | - | - | 15 | 1   |    |
| 1ª                                                      | 2015          | 0             | 0  | 5  | 0  | - | - | 5  | 0   |    |
| Total club                                              | Total club    | 6             | 0  | 20 | 1  | 0 | 0 | 26 | 1   |    |
| Dorados de Sinaloa · México                             | 2ª            | 2013-14       | 4  | 0  | 8  | 1 | - | -  | 12  | 1  |
| Dorados de Sinaloa · México                             | Total club    | Total club    | 4  | 0  | 8  | 1 | 0 | 0  | 12  | 1  |
| Mineros · México                                        | 2ª            | 2015-16       | 2  | 0  | 9  | 0 | - | -  | 11  | 0  |
| Mineros · México                                        | 2ª            | 2016          | 4  | 0  | 3  | 0 | - | -  | 7   | 0  |
| Mineros · México                                        | 2ª            | 2017          | 10 | 0  | 3  | 1 | - | -  | 13  | 1  |
| Mineros · México                                        | Total club    | Total club    | 16 | 0  | 15 | 1 | 0 | 0  | 31  | 1  |
| C. Irapuato · México                                    | 3ª            | 2017          | 5  | 2  | -  | - | - | -  | 5   | 2  |
| C. Irapuato · México                                    | Total club    | Total club    | 5  | 2  | 0  | 0 | 0 | 0  | 5   | 2  |
| Celaya F. C. · México                                   | 2ª            | 2017          | 5  | 0  | 3  | 0 | - | -  | 8   | 0  |
| Celaya F. C. · México                                   | Total club    | Total club    | 5  | 0  | 3  | 0 | 0 | 0  | 8   | 0  |
| Atl. Reynosa · México                                   | 3ª            | 2018          | 20 | 7  | -  | - | - | -  | 20  | 7  |
| Atl. Reynosa · México                                   | Total club    | Total club    | 20 | 7  | 0  | 0 | 0 | 0  | 20  | 7  |
| Real Zamora · México                                    | 3ª            | 2019          | 24 | 6  | -  | - | - | -  | 24  | 6  |
| Real Zamora · México                                    | Total club    | Total club    | 24 | 6  | 0  | 0 | 0 | 0  | 24  | 6  |
| Total carrera                                           | Total carrera | Total carrera | 80 | 15 | 46 | 3 | 0 | 0  | 126 | 18 |
| (1)Incluye datos de la Copa México. (2)Incluye datos de |               |               |    |    |    |   |   |    |     |    |